# Mimudea brunneicilialis
Mimudea brunneicilialis là một loài bướm đêm trong họ Crambidae.